# Torvinen (sjö)
Torvinen är en sjö i Finland. Den ligger i kommunen Suomussalmi i landskapet Kajanaland, i den centrala delen av landet, 600 km norr om huvudstaden Helsingfors. Torvinen ligger 212,4 meter över havet. Den är 8,85 meter djup. Arean är 44,6 hektar och strandlinjen är 3,91 kilometer lång. Sjön  ingår i Uleälvens huvudavrinningsområde. 